# Кострома (мифология)

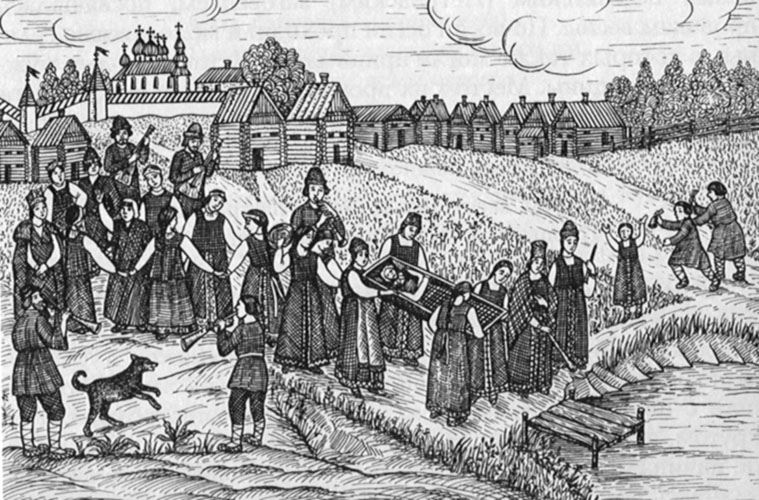
Похороны Костромы. Рисунок с лубка. XIX век

Кострома́ (укр. Коструб) — сезонный весенне-летний ритуальный персонаж в русской и украинской традиционной крестьянской культуре.
В русских обрядах «проводов Весны» Кострома — молодая девушка, закутанная в белые простыни, с дубовой веткой в руках, сопровождаемая хороводом. Существовал также ритуал «похорон Костромы»: соломенное чучело, олицетворявшее Кострому, сжигали либо хоронили, разрывали на части с обрядовым оплакиванием и пением песен (ср. похороны Ярилы, Масленицы, «Кукушки» и пр.). Данный обряд сохранился и ежегодно проводится в селе Шутилово Первомайского района Нижегородской области.
По мнению В. Я. Проппа, чучело Костромы являет собой средоточие энергии плодородия, которую при помощи обрядов стремятся передать полям.

## Этимология имени
Имя Кострома и укр. Коструб происходят от слова костра́ (кострика, костеря, кострица), которое в восточнославянских наречиях обозначает злаковую мякину или солому, оставшуюся после первичной обработки льна и конопли.
Украинское «Кострубонька» происходит от слова коструб, что также означает «неряха».

## Обряды
Обряды с Костромой, связанные со значимыми датами весенного и летнего периодов были распространены во Владимирской, Костромской, Нижегородской, Пензенской, Саратовской губерниях. Они совершались в конце всесвятской недели, в воскресенье, которое называлось в различных местных традициях «русальным», «петровским», «всесвятским заговеньем». Реже обряд совершался в Духов день.
Из растительного материала, соответствующего значению Костромы, изготавливалось чучело, либо персонажа изображала ряженая девушка, которую выбирали участники обряда; иногда это мог быть парень, переодетый женщиной. Особенностью облика Костромы являлось длинное белое одеяние, а основным атрибутом — зелёная ветвь дуба. Чучело из соломы или обмолоченного ржаного снопа (в Саратовской губернии для основы использовалось донце от прядильного гребня) создавали в основном девушки. На него надевали женскую рубаху, пояс, платок и башмаки. В костромской традиции чучело наряжали в сарафан молодицы, которая недавно вышла замуж, а в Муромском уезде Владимирской губернии использовали костюм молодого мужчины. Характерной особенностью наряда было наличие зелени и цветов.

## В современной культуре
- Песня этно-группы Иван Купала — «Кострома»[5].
- Песня пейган-метал-группы Аркона — «Купала и Кострома» (на мотив русской народной песни «Порушка-Параня»).
- Песня пейган-метал-группы Butterfly Temple — «Купало и Кострома».
- «Кострома (мультфильм)» — советский мультфильм 1989 года.